# 官秀琴
官秀琴（1954年—2006年8月），人稱官姐，是台灣性工作者權利運動的重要人物之一，曾任台北市公娼自救會會長。1997年9月，臺北市政府廢除公娼制度；官秀琴爲了保持公娼合法，進行了多達500場的大小抗爭，包括遊說臺北市議會和對抗當年廢娼最力的台北市長陳水扁。2006年8月1日官秀琴失蹤，屍體於8月3日在基隆海邊被發現，疑似為投海自殺，具體死亡日期不詳。

## 事跡
- 在1997年官秀琴與妓權團體為廢娼政策所進行的抗爭裡，包括了體制內與體制外的做法。體制內的部份有訴願、行政訴訟及成功遊說臺北市議會做出緩衝兩年廢娼的決定。但因為當時的臺北市長陳水扁拒不執行臺北市議會決議，官秀琴與妓權團體又繼續進行體制外的街頭活動向社會大眾發聲。
- 值得注意的是：由於社會對娼妓的成見使然，在許許多多的抗爭活動中不免遭受到民眾如吐口水等惡意的對待，因此比起一般街頭運動更為辛苦。也因為社會對娼妓的污名化，當時許多公娼都是戴著帽子、以遮掩住臉孔的模樣出來抗爭。而官秀琴算是其中特別不同的一位，她並不因為自己的職業受人輕視就遮掩自己，反而大方地為她的公娼姐妹們站出來說話；儘管她自己出身寒微，又幾乎沒有受過什麼教育，但在相關座談會上，即便要面對許多高學歷的專家學者，她依然慷慨陳詞、不為所懼。
- 2006年7月23日，日日春關懷互助協會到民主進步黨全國黨員代表大會，抗議立法委員王幸男及林重謨都把黨內派系比喻為公娼，尤其抗議王幸男在全代會說解散派系就像廢公娼一樣；官秀琴高喊「公娼比民進黨下流政客高貴一千倍，公娼比廢娼的陳水扁高貴一萬倍」，要求民進黨道歉[1][2]；民進黨中央黨部派代表道歉，被公娼罵：「以你們的派系來比公娼，我呸！」[3]

## 去世
2006年8月，官秀琴女士疑似投海自殺，屍體在基隆海邊被發現。不同的報道說她是因財務問題自殺，而警方認爲她是厭世自殺。
長期以來對她相當熟悉的妓權團體日日春關懷互助協會，對她的死因有詳盡的剖析：
就在官姐一手扶持家庭經濟、一邊費力交際經營私娼館、一面開始陷入每天都要繳利息焦頭爛額的還債時，七月底，報馬仔再度傳來消息：「中央拚治安要抓色情，臺北市又有暑期加强取締色情專案，你們到九月底都最好不要開」；「取締色情，不能開店」，無異是壓倒她的最後一根稻草；不能開業，每天還錢莊的錢那裏來。如果連強悍如她，都被扁（1997年臺北市長陳水扁）的廢娼、蘇（2006年行政院長蘇貞昌）的拚治安與馬（2006年臺北市長馬英九）的掃黃，逼到以死解決問題；那麼她的死，當然不是個人問題，而是再度證明政策殺人！

## 對社會的衝擊與意義
在臺北市政府廢娼之前，台灣性產業議題一直沒有浮上台面。儘管相關問題一直存在，却也未曾有人在此議題上著墨，更別說爲性工作者爭取權利、發起妓權運動。而廢娼之時，除了前來關心的社運人士、學者之外，人稱官姐的官秀琴，以性工作者的身份站出來爲性産業辯護的舉動，不僅具有底層弱勢挑戰强權的意義，更震撼了當時的社會與婦女團體，衝擊她們對性產業的認識與觀感。何春蕤、甯應斌、丁乃非三位學者在悼詞中說道：
我們對性工作的啓蒙是從官姐開始的。1997年9月，臺北市政府廢娼，當時串連著常德街同志被惡意臨檢事件，舉辦了一場批判都會區掃黃反性的座談會，主題是「公娼存廢」的議題，座談的目的當然是喚醒大家的注意，也對女性主義的某種觀點被用來推動廢娼政策提出批判。就在這場座談會中，我們第一次遇到了官姐，遇到了讓我們這些知識份子汗顏動容的再教育機緣。

官秀琴女士的死，引發了台灣社會對性産業的重新審視；就在她逝世的消息傳出後不久，隨即有學者爲文呼籲社會各界要正視性産業的相關議題。彭渰雯、陳美華在〈停止懲罰底層性工作者〉一文中說道：
官姐之死，對我們造成很大的震撼，我們相信對於反娼女性者和當年參與決策者也應該有所警示。性交易政策牽扯的利益與價值雖然複雜，但是身為婦運者和人道主義者，應當對於一個主要目標有所共識：那就是改善弱勢女性的處境。以這樣的共識爲基礎，現在就是我們重新開啓政策對話，加速修法的時刻。

2006年9月，在官秀琴女士逝世的一個月後，妓權團體日日春拜會臺北市政府，要求重新檢討廢娼政策。市府方面承諾，年底市長馬英九卸任前召開公民論壇，邀集婦女團體、立法委員、專家學者詳盡討論娼妓除罪化。

## 評價
- 中央大學性／別研究室何春蕤、甯應斌、丁乃非：「我們一直覺得，官姐（官秀琴）已經做出了超級偉大的成就，她確實是一代名妓，不但是因為她在性工作專業化方面的表現和發展，更因為她在推動妓權運動上的重大貢獻。」（〈敬悼官姐　妓權女鬥士〉）

## 外部連結
- 日日春關懷互助協會（页面存档备份，存于）
- 黑手那卡西-崖邊 紀念官秀琴（页面存档备份，存于）